# Neto Volpi
Alvino Volpi Neto (Santa Catarina, Brasil, 1 de agosto de 1992) es un futbolista brasileño que juega de guardameta. Su equipo actual es el Deportes Tolima de la Categoría Primera A de Colombia.

## Legado deportivo
Neto Volpi es primo del también portero Tiago Volpi y hermano del también portero Fabian Volpi.

## Trayectoria
Neto Volpi comenzó su carrera jugando en las categorías inferiores del Figueirense. En 2014, Santo André anunció que había firmado a Volpi en calidad de préstamo.
Regresó a Santa Catarina, su estado natal, luego de unirse al Inter de Lages para la temporada 2016. Neto Volpi finalmente se convirtió en el primer portero del club en los tres torneos que jugó el Inter de Lages a lo largo de la temporada: Campeonato Catarinense, Copa de Brasil y Campeonato de Brasil de la Série D.
Posteriormente fichó por América de Cali. Después jugó para el Shimizu S-Pulse ganando £ 3,000 por semana.
En 2021 fichó por el Club Atlético Peñarol, El 14 de agosto de ese año debuta ante Progreso en el Estadio Campeón del Siglo, ese día Peñarol ganaría su partido 1 - 0 dejando una gran impresión su arquero por rapidez de piernas.
- Deportes Tolima

El 12 de abril de 2023 fue contratado por el Deportes Tolima en donde se ha destacado por ser un portero de muy buen rendimiento y por eso es el titular de su equipo.

## Estadísticas
- Actualizado de acuerdo al último partido jugado el 2 de junio del 2024.

| Club                  | País                | Año                 | Partidos | Goles |
| --------------------- | ------------------- | ------------------- | -------- | ----- |
| Figueirense           | Brasil              | 2012 - 2014         | 2        | 0     |
| Santo André           | Brasil              | 2014 - 2015         | 33       | 0     |
| Inter de Lages        | Brasil              | 2016                | 27       | 0     |
| Tubarão               | Brasil              | 2016                | 1        | 0     |
| Inter de Lages        | Brasil              | 2017                | 18       | 0     |
| Tubarão               | Brasil              | 2017                | 1        | 0     |
| Figueirense           | Brasil              | 2018                | 0        | 0     |
| Tubarão               | Brasil              | 2018                | 0        | 0     |
| América de Cali       | Colombia            | 2018                | 7        | 0     |
| Deportivo Pasto       | Colombia            | 2019                | 26       | 0     |
| América de Cali       | Colombia            | 2019                | 27       | 0     |
| Shimizu S-Pulse       | Japón               | 2020                | 3        | 0     |
| Atlético Concórdia    | Brasil              | 2021                | 9        | 0     |
| Club Atlético Peñarol | Uruguay             | 2021 - 2022         | 9        | 0     |
| Deportes Tolima       | Colombia            | 2023- Act           | 43       | 0     |
| Total en su carrera   | Total en su carrera | Total en su carrera | 206      | 0     |

## Palmarés

### Torneos estaduales
| Título                 | Equipo      | Estado         | Año  |
| ---------------------- | ----------- | -------------- | ---- |
| Campeonato Catarinense | Figueirense | Santa Catarina | 2014 |
| Copa Paulista          | Santo André | São Paulo      | 2014 |
| Campeonato Catarinense | Figueirense | Santa Catarina | 2018 |

### Torneos nacionales
| Título                      | Equipo          | País     | Año  |
| --------------------------- | --------------- | -------- | ---- |
| Categoría Primera A         | América de Cali | Colombia | 2019 |
| Primera División de Uruguay | Peñarol         | Uruguay  | 2021 |
| Supercopa Uruguaya          | Peñarol         | Uruguay  | 2022 |

### Distinciones individuales
| Título                         | Año  |
| ------------------------------ | ---- |
| Once ideal del Torneo Apertura | 2019 |